# Ernst Bindseil
Ernst Bindseil (* 20. Juli 1880; † 5. März 1947) war ein deutscher Seeoffizier, zuletzt Konteradmiral der Reichsmarine.

## Leben
Ernst Bindseil trat am 10. April 1899 in die Kaiserliche Marine ein. Am 24. April 1916 wurde er Korvettenkapitän. Bis Mai 1918 war er Flaggleutnant der Hochseeflotte und anschließend bis August 1918 bei der II. Torpedoboots-Flottille. Bis Kriegsende war er dann Kommandant des Torpedobootes V 116.
Bis 1918 war er u. a. mit dem Roten Adlerorden 4. Klasse, dem Eisernen Kreuz I. Klasse und dem Lübecker Hanseatenkreuz ausgezeichnet worden.
Bindseil wurde in die Reichsmarine übernommen, am 1. April 1922 zum Fregattenkapitän befördert und war ab 1. Oktober 1923 letzter Kommandant des Kleinen Kreuzers Thetis. Anschließend war er bis Anfang Januar 1925 (Beförderung zum Kapitän zur See am 1. Januar 1925) Kommandant des Kleinen Kreuzers Nymphe. Am 1. Januar 1929 erhielt er die Beförderung zum Konteradmiral.